# Tereré

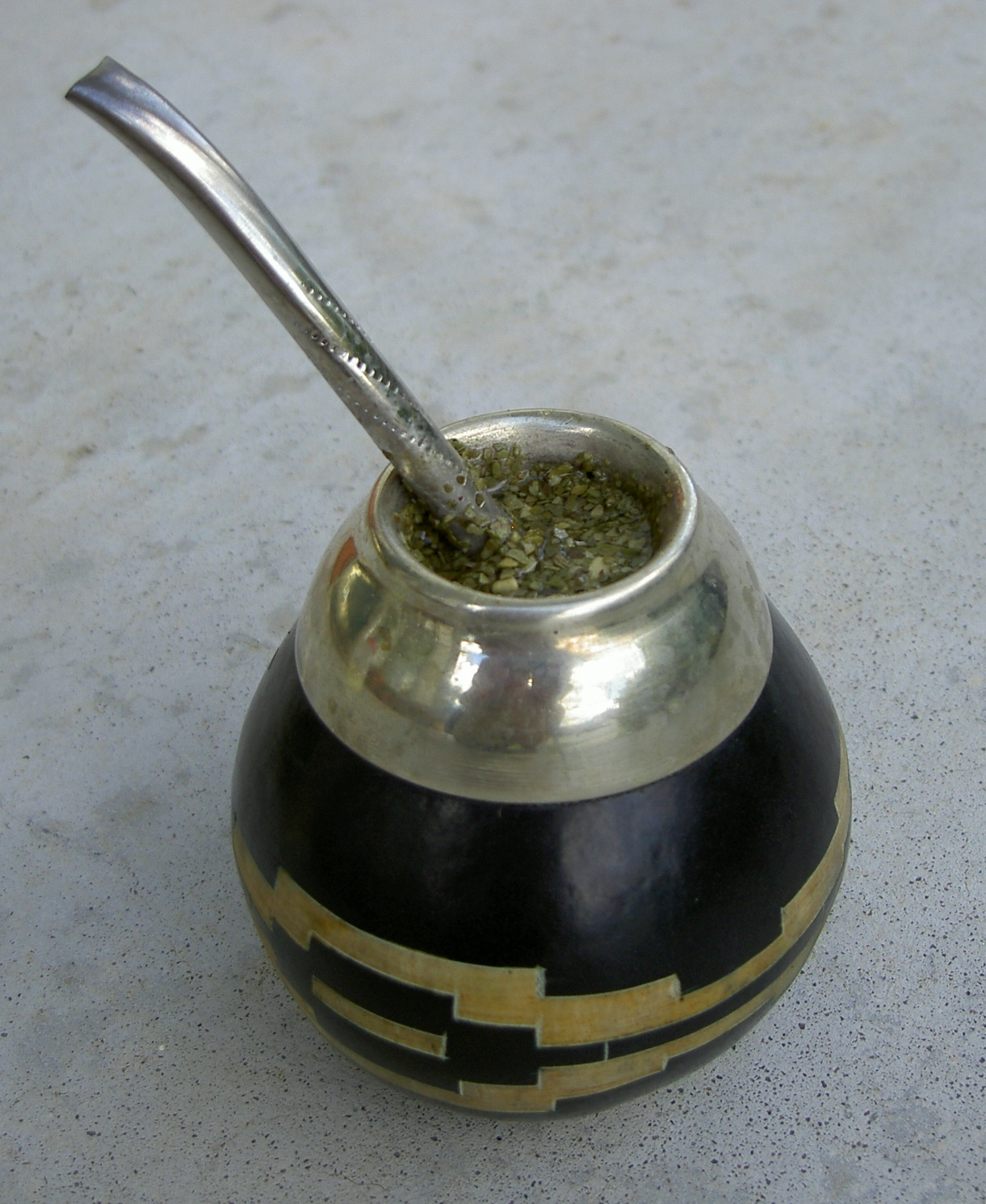
Uma cuia contendo tereré

Tereré (em língua guarani), ou tererê, é uma bebida feita com a infusão da erva-mate (Ilex paraguariensis) em água fria com ervas medicinais (pojhá ñaná en guarani) tais como limão, hortelã, erva-cidreira, cocú, salsaparrilha, pé-de-cabra, rabo de cavalo, taropé, verbena, entre outros. Tem suas raízes na América pré-colombiana, que se consolidou como tradicional na Governação do Paraguai (Vice-Reino do Peru). Em 2020, o tereré foi declarado pela UNESCO como Património Cultural Imaterial da Humanidade.
É semelhante ao chimarrão —infusão também à base de erva-mate, com a principal diferença de que o tereré é consumido frio. É tradicional do Paraguai e de algumas regiões do Brasil, Argentina e Bolívia, regiões mais centrais da América do Sul, onde o clima costuma ser bem mais quente se comparado às regiões costeiras.

## Origem
Existem várias hipóteses que procuram explicar a origem do tereré:
- Seria anterior à colonização europeia promovida por espanhóis e portugueses no território que hoje compreende Mato Grosso, Mato Grosso do Sul, Paraguai e Argentina. Teria sido inventado pelos povos guaranis (tanto guaranis nhandevas como guaranis caiouás) e por etnias chaquenhas. Segundo esta hipótese, o tereré viria sendo consumido pelos índios guaranis desde tempos anteriores à invasão europeia da América, e, por volta do século XVII, os jesuítas teriam aprendido, com eles, as virtudes do mate (ka'a em guarani). Os jesuítas elogiaram os efeitos da erva, que dava força e vigor e matava a sede mais do que a água pura. A infusão é riquíssima em cafeína, daí o seu poder revigorante. Segundo alguns, os índios guaranis, além de tomar mate (ou tereré) usando, como bombilho (canudo para chupar a infusão), ossos de pássaros e finas taquaras (pois ainda não existiam as bombas de metal), também fumavam a folha bruta da erva-mate e usavam-na como rapé.
- Teria sido inventado durante a Guerra do Chaco (1932-1935), quando as tropas teriam começado a beber a infusão fria, e não mais quente, de erva-mate, para não acender fogos que denunciariam sua posição, isso possivelmente na região de Ponta Porã, em Mato Grosso do Sul, que, na época, pertencia ao Paraguai.
- Teria sido inventado por mensú (escravos utilizados na colheita da erva-mate no Paraguai e na Argentina que existiram até meados do século XX). Eles teriam sido surpreendidos por capangas fazendo fogo para tomar mate e seriam, então, brutalmente torturados. Para evitar a tortura, teriam escolhido se alistar em fileiras do exército paraguaio, introduzindo, então, este costume no exército.
- Os indígenas, ao levarem o gado de um lugar para outro em comitivas, usariam a erva para coar a água dos rios que era bebida por eles, de modo a evitar a esquistossomose.

### Lenda da origem da Erva-Mate
A bebida mais consumida atualmente em Ponta Porã é o Tereré (feito com erva-mate verde, água e gelo). As rodas de tereré então são vistas em qualquer parte da cidade, unindo brasileiros e paraguaios. Por isso, as duas cidades (Ponta Porã e Pedro Juan Caballero) são consideradas cidades gêmeas por causa de sua proximidade cultural: a cultura fronteiriça.
Sobre a erva-mate, uma das lendas de sua origem refere-se a uma das passagens de Cristo pela terra americana. Jesus, Pedro e João, cansados e com fome chegaram a um riacho onde um velho alquebrado pelos anos, mas filósofo e humano pela vivência, recebe-os. Ele abriga-os, dando de beber a eles e prepara-lhes uma saborosa comida com a sua última galinha. Refeitos e dispostos, os três se erguem para reiniciar a caminhada.
Cristo, desejando então marcar o seu agradecimento à bondade, à humanidade e à fraternidade, dirigiu-se ao idoso hospedeiro dizendo-lhe que sua filha já falecida, tão bela e querida renasceria em um arbusto verde e encorpado, de folhas vigorosas, vivificantes, saborosas e restauradoras e guardaria vitalidade, disposição, saúde, amizade, e esperança para sempre. Alguns meses depois, ela a filha singular do velho rancheiro sepultada, ressurge da terra na forma de uma erveira.

## Descrição

### A erva
Diferentemente do mate quente, no tereré a erva pode ser colocado em um vidro (que tem mais capacidade volumétrica do que o porongo, o recipiente tradicional para mate). No Paraguai, o recipiente para o tereré chama-se guampa e é, geralmente, feito de chifre de boi e, por vezes, adornado com prata ou outro metal. Faz-se também "mates" (recipientes para tomar mate) de palosanto (Bulnesia sarmientoi). No Paraguai, são fabricadas guampas inteiramente feitas de prata e ouro com alguns embutidos artesanais, mas agora muitas pessoas optam por comprar guampas de madeira ou de couro, totalmente revestidas de alumínio, com estilos modernos, cores personalizadas, logotipos, imagens e textos. Há também guampas de plástico.

### Guampa e bomba

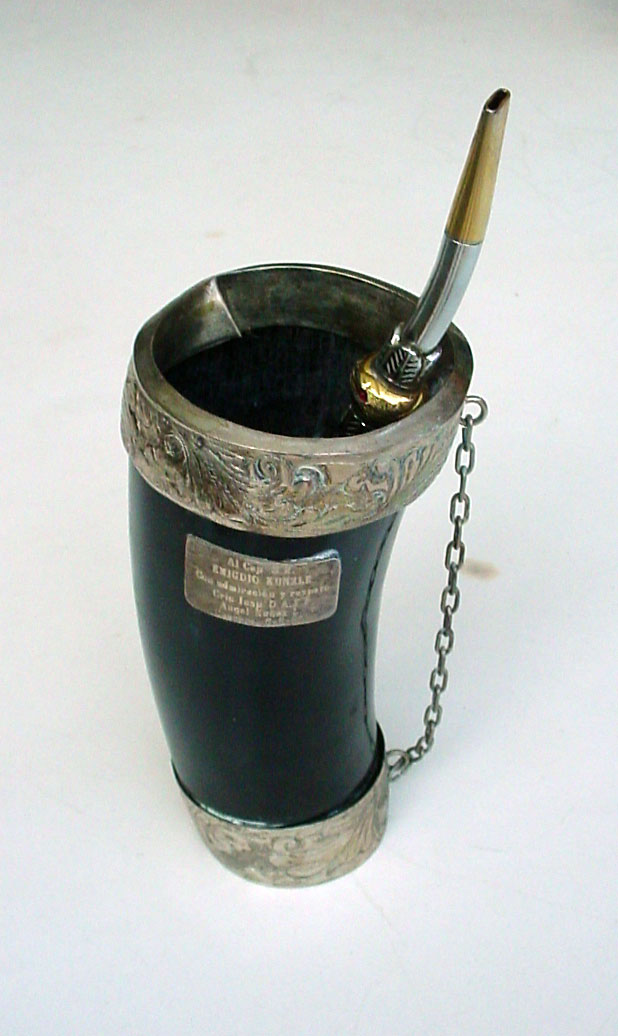
Recipiente da bebida

Tradicionalmente, o recipiente usado para servir o tereré é a guampa, fabricado com parte de um chifre de bovino, com uma das extremidades lacrada com madeira ou couro de boi, e todo o seu exterior revestido por verniz. Usa-se, também, um copo de alumínio ou vidro, ou canecas de louça.
A bomba é utilizada para filtrar a infusão do tereré, para que não se absorva o pó da erva triturada. Estas são feitas normalmente de alumínio, e nunca devem ser feitas de ferro por causa da oxidação, que altera o sabor da infusão. Também é possível se encontrar bombas feitas de ouro, prata,  alpaca e aço inox. Tanto a bomba quanto a guampa podem ter adereços com figuras dos símbolos da família, iniciais de nome ou pedras preciosas.
A palavra "guampa", apesar de ser em grafia espanhola e de ser utilizada em uma área em que a influência predominante é guarani, é de origem quéchua e significa precisamente "chifre". O chifre bovino é frequentemente utilizado como recipiente em todo o Cone Sul. Por exemplo: o chifle (uma espécie de cantina ou caramañola) é feita de guampa de boi. Para beber o tereré, usa-se um bulbo de metal, por vezes de prata, que é inserido dentro do recipiente cheio de erva.

## Preparo
Por as folhas da erva-mate serem cortadas grossas, ao contrário do chimarrão, o tereré não tem tantos problemas com o entupimento. Quando isso ocorre, geralmente é devido a uma grande quantidade de mate em pó, indicando má qualidade da erva usada.
Quanto ao líquido a ser usado para a infusão, o mais popular no Paraguai e também no Brasil é água gelada e, opcionalmente, gotas de limão, ou até mesmo suco de frutas. No Paraguai, costuma-se adicionar ervas e plantas medicinais à água. Outras combinações também são possíveis, porém não indicadas pelos consumidores mais tradicionais.
Modo de Preparo:
1. Coloca-se a erva-mate na guampa, aproximadamente 2/3;
2. Bate-se a erva-mate, virando a guampa em sentido diagonal, vedando a boca da guampa com a mão, de maneira a fazer com que a erva-mate ocupe toda a lateral da guampa e não caia;
3. Coloca-se a bomba na guampa;
4. Coloca-se a guampa de pé e acresce o líquido.

## Cultura e costumes
A bebida tereré, assim como todos os aspectos a ela relacionados, é uma tradição praticamente inerente ao Paraguai, mas há variações regionais sobre a sua preparação e formas de consumo. Normalmente, é consumida em rodas de amigos ao final da tarde e todos compartilham da mesma guampa. Utilizam-se, muito frequentemente, as expressões "téres", "téras", "téra", "téro" ou "peliquius" no lugar de "tereré", num processo natural de apócope por que passam algumas palavras.
A palavra é onomatopeica: "tereré" refere-se ao som emitido a partir da última tragada do bulbo. Este som é implicitamente exigido na cerimônia de tereré avisando que foi totalmente consumido o que foi preparado, deixando o recipiente pronto para a próxima pessoa servir. Tal como acontece com o mate (quente), não se consome o tereré até finalizar a sua vez. A palavra "obrigado" define que a guampa seja passada por quem não quiser mais beber.

### No Paraguai
A bebida tereré é uma tradição inerente ao Paraguai, mas há variações regionais sobre a sua preparação e formas de consumo. Por exemplo: o "tereré russo" é popular na parte sul do Paraguai, especialmente no departamento de Itapúa. Foi criado quando os brancos russos, como o capitão Blinoff, tendo sido expulsos da sua pátria e hospedados no Paraguai, ajudaram o Paraguai na Guerra do Chaco. Em vez de água, utiliza-se suco de laranja, e adicionam-se alguns aditivos para a erva da guampa. O tereré é ideal em tempos de calor, substituindo o mate. É muito bom para se manter hidratado e para compartilhar em roda de amigos (um grupo inteiro divide uma única guampa).
Em guarani, os paraguaios chamam de tereré rupá (literalmente, "cama ou ninho de mate frio") uma espécie de aperitivo antes do tereré da manhã, que é habitualmente tomado por volta das dez da manhã, para a água fria não "bater" o estômago.
No Paraguai,o tereré tem um sentido tradicional, medicamentoso e até mesmo cerimonial. É um símbolo de amizade. O tereré com remédios refrescantes é ingerida pela manhã; já o tereré da tarde é engolido sem qualquer adição.
O Paraguai celebra desde 2011, no último sábado de fevereiro, o Dia Nacional do Tereré para fomentar este hábito. Em, 17 de dezembro de 2020 o tereré foi declarado pela UNESCO como Património Imaterial da Humanidade.

### Na Bolívia
O tereré na Bolívia não é tão comum quanto em seus países vizinhos, mas mesmo assim é encontrado nas regiões mais quentes do país, inclusive possívelmente tendo forte relação para popularizar o costume para os estados brasileiros próximos, como Acre e Rondônia. Por dialetos locais, o Tereré também é chamado de Peliquius na região.

### Na Argentina e Uruguai
Nas províncias do nordeste argentino, é muito comum ver pessoas bebendo tereré[carece de fontes?]. Isto pode ser visto especialmente em Formosa, Chaco, Corrientes, Misiones e, em menor grau, no norte da província de Santa Fé.
No Uruguai, o tereré é mais consumido no leste do país.[carece de fontes?]

### No Brasil
No Brasil, o tereré foi trazido pelos paraguaios, que entraram pelo país através do território que hoje compreende o Mato Grosso do Sul, e depois se espalhou para outras partes do mesmo. Por sua proximidade com o Paraguai, os estados do Mato Grosso do Sul, Mato Grosso e Paraná, são os maiores apreciadores do mate gelado.
Por conta da migração inter-regional, pode-se observar o hábito em alguns outros estados, notadamente em Goiás, Minas Gerais, São Paulo (oeste do estado), Rondônia e também no Acre. E tem um consumo tão antigo quanto no país de origem, sendo a bebida consumida principalmente nos seguintes estados:

#### Mato Grosso do Sul

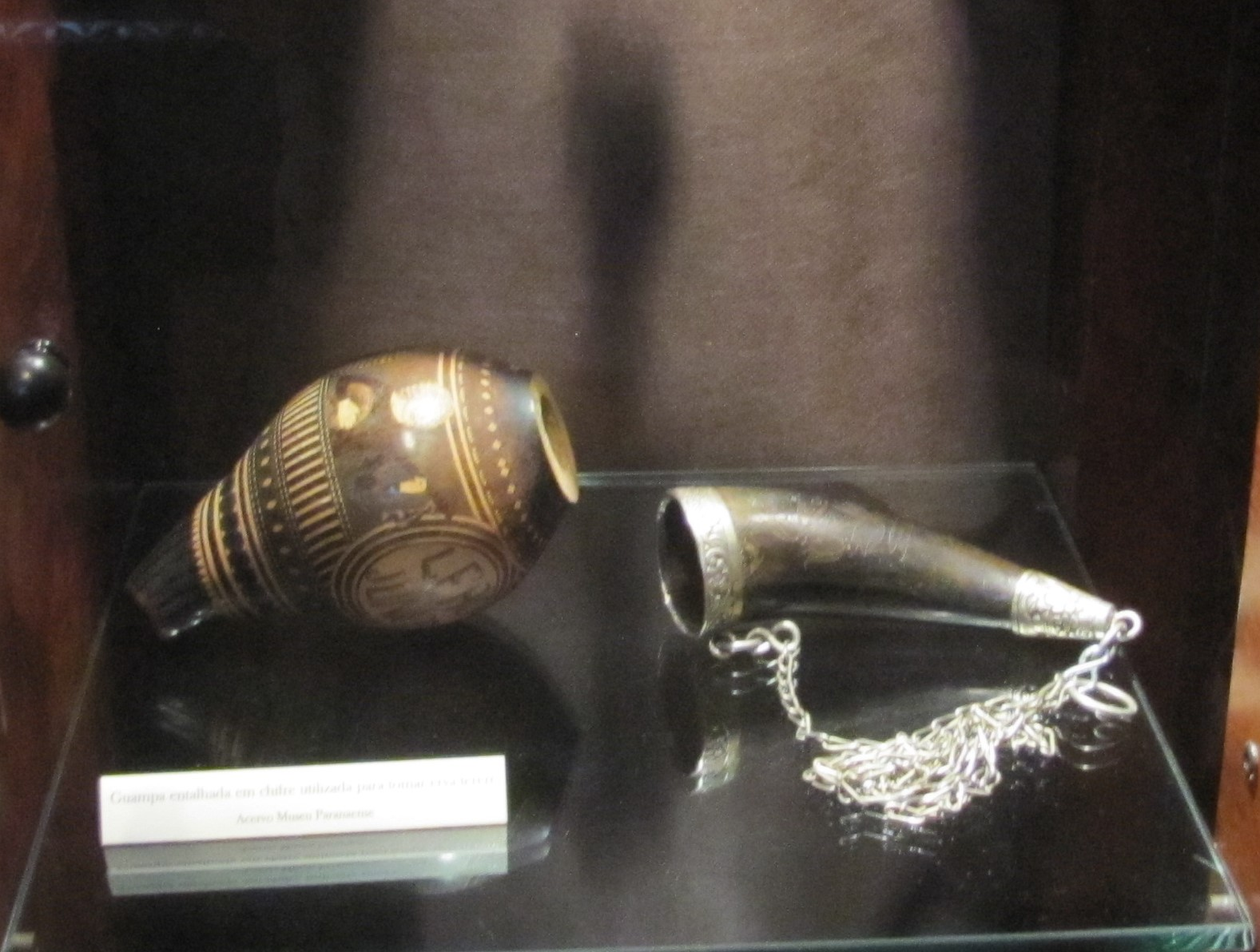
Guampas para tereré.

O Mato Grosso do Sul foi o primeiro estado do Brasil a conhecer a bebida, sendo levada pelos paraguaios e índios guaranis kaiowás, que passaram a pertencer ao país quando da nova definição da fronteira entre Brasil e Paraguai, colocando imensos ervais nativos ao Brasil. E também todo ciclo brasileiro da erva-mate do tereré teve início na cidade de Ponta Porã, que faz fronteira com Pedro Juan Caballero, cidade paraguaia; depois, expandiu-se para outras cidades e estados. E também há o fato de que Ponta Porã, quando descobriu o tereré, era ainda território paraguaio.
Em Mato Grosso do Sul, é consumido a todo momento, sendo uma bebida apreciada por todos, desde crianças até os mais velhos. Sempre o mais novo serve o mais velho. Só se pode parar se agradecer e todos da roda de tereré ouvirem. O estado é até hoje o maior produtor de erva-mate fora da Região Sul do Brasil.
A bebida aproxima muito os jovens, pois é muito comum ver, pelas cidades do estado, em tardes de sábados e domingos, rodas de jovens consumindo o tereré e falando diversos assuntos: esporte, política, televisão, entre outros. Uma erva muito conhecida é a Erva Mate Kurupi, de origem paraguaia, mas que tem uma fábrica na cidade de Dourados.
Outra marca de renome que produz erva de tereré no estado é a Campanário, com sede na cidade de Naviraí que revende a sua produção para outros estados do Brasil.

#### Paraná
O Paraná é o maior produtor de erva-mate do Brasil, visto que a região oeste do estado teve, durante as colonizações espanhola e portuguesa, fronteiras indefinidas - tem-se, como exemplo, a cidade de Foz do Iguaçu, que teve suas cataratas descobertas por um explorador espanhol.
No estado há várias fábricas de erva mate de tereré, todas de pequeno porte com revenda na região. No estado inclusive, é muito normal chamar o tereré de "peliquius", assim como em Rondônia e em alguns lugares do Mato Grosso do Sul.

#### Mato Grosso
A bebida possivelmente chegou ao território Mato Grossense pela influência Sul-Matogrossense e Boliviana, regiões onde o mate gelado já era consumido. Embora a teoria mais aceita seja a de que a bebida já era consumida nessas regiões pelos povos indígenas desde a era pré colombiana. Hoje em dia, esse hábito pode ser observado em praticamente todo o estado.

#### Rio Grande do Sul
No Rio Grande do Sul, o tereré é muito consumido no norte, noroeste e nordeste do estado, áreas próximas à Argentina e ao Paraguai. É consumido também em Porto Alegre e no litoral, no período do verão em função do calor.

#### Santa Catarina
É consumido em todo o estado, especialmente na região oeste (por ficar próximo ao nordeste argentino (onde se consome muito tereré).

#### Outros estados
São Paulo
Mais consumido no interior, principalmente próximo à divisa com Mato Grosso do Sul, nas regiões de Dracena, Presidente Prudente, Fernandópolis e Araçatuba, São José do Rio Preto, sendo que, a partir desta cidade, em direção à capital, o consumo vai diminuindo.
Goiás
Muito consumido no sudoeste do estado.
Rondônia
O então Território Federal de Rondônia foi desmembrado de Mato Grosso, do qual recebeu muita influência cultural, e também da fronteira boliviana onde já tomavam o tereré a um tempo, também chamado de pelicano, ou de pelíquius mais a fronteira.
Acre
Assim como em Rondônia, o tereré também é muito comum entre os acreanos em todo o estado, principalmente na capital Rio Branco.

## Chimarrão x tereré
Diferentemente do chimarrão, que é feito com água quente, o tereré é consumido com água fria, resultando em uma bebida agradável e refrescante.
Em sua produção, a erva mate utilizada no preparo do tereré difere do chimarrão por ter de ficar em repouso por volta de oito meses, em local seco, e de ser triturada grossa depois disso. Devido ao fato das folhas serem cortadas grossas, ao contrário do chimarrão, o tereré não tem tantos problemas com o entupimento. Quando isso ocorre, geralmente é devido a uma grande quantidade de mate em pó, indicando má qualidade da erva usada.

## Saúde

### Propriedades medicinais e nutritivas
Análises e estudos sobre a erva-mate têm revelado uma composição que identifica diversas propriedades benéficas ao ser humano, pois estão contidos, nas folhas da erva-mate, alcaloides (cafeína, teofilina, teobromina etc.), ácidos fólicos e cafeico (taninos), vitaminas (A, B1, B2, C, e E), sais minerais (alumínio, ferro, fósforo, cálcio, magnésio, manganês e potássio), proteínas (aminoácidos essenciais), glicídeos (frutose, glucose, sacarose etc.), lipídios (óleos essenciais e substâncias ceráceas), além de celulose, dextrina, sacarina e gomas.
Contém também saponina, que é um dos componentes da testosterona, razão pela qual melhora a libido. É considerada ainda um ótimo remédio para a pele e reguladora das funções cardíacas e respiratórias, além de exercer importante papel na regeneração celular. Assim, os pesquisadores concluíram que o mate contém praticamente todas as vitaminas necessárias para sustentar a vida, e que a erva-mate é uma planta indiscutivelmente especial, já que é muito difícil encontrar em qualquer lugar do mundo outra planta que se iguale ao seu valor nutricional.
Características
- É digestiva e um moderado diurético
- Estimulante das atividades físicas e mentais
- Auxiliar na regeneração celular
- Elimina a fadiga
- Contém vitaminas - A, B1, B2, C e E
- É rica em sais minerais como cálcio, ferro, fósforo, potássio e manganês
- É um estimulante natural que não tem contraindicações
- É vasodilatador: atua sobre a circulação, acelerando o ritmo cardíaco
- Auxiliar no combate ao colesterol ruim (LDL)[11] graças a sua ação antioxidante
- Por ser estimulante, possui, também, poderes afrodisíacos, graças à vitamina E presente na erva-mate
- É rica em flavonoides (antioxidantes vegetais) que protegem as células e previnem o envelhecimento precoce, tendo um efeito mais duradouro pela forma especial como se toma o mate
- Segundo o médico pesquisador Oly Schwingel, é indicado o uso da erva-mate de duas a três vezes ao dia
- Previne a osteoporose, fortalecendo a estrutura óssea graças ao cálcio e às vitaminas contidas na erva-mate
- Contribui na estabilidade dos sintomas da gota (excesso de ácido úrico no organismo)
- É rico em fibras que contribuem para o bom funcionamento do intestino
- Auxiliar em dietas de emagrecimento
- Atua beneficamente sobre os nervos e músculos
- Regulador das funções cardíacas e respiratórias
- Segundo o Instituto Pasteur da França e a Sociedade Científica de Paris, a erva-mate possui praticamente todas as vitaminas essenciais à manutenção da vida humana[12]

### Contra-indicações
Uma preocupação que vem ocorrendo por conta do tereré é a possível transmissão de doenças por via oral, como, por exemplo, a gripe H1N1, pois é utilizada a mesma guampa e bomba em uma roda de pessoas.
Não é indicado também para pessoas que sofrem de insônia e nervosismo, pois é estimulante natural. O consumo da erva-mate está relacionado ao poder que ela tem de estimular a atividade física e mental, atuando beneficamente sobre os nervos e músculos, combatendo a fadiga, proporcionando a sensação de saciedade, sem provocar efeitos colaterais como insônia e irritabilidade (apenas pessoas sensíveis aos estimulantes contidos na erva-mate podem sofrer algum efeito colateral). A erva também atua sobre a circulação, acelerando o ritmo cardíaco e harmonizando o funcionamento bulbo medular.

## Folclore

### Dia do Tereré
No último sábado de fevereiro é comemorado o Dia Mundial do Tereré, data criada em 2010 no Paraguai.

### Tereré como simbolo oficial
Desde 2011 o tereré é simbolo cultural imaterial do estado de Mato Grosso do Sul.

### Canções sobre tereré
O grupo sul-mato-grossense Zíngaro lançou a canção "Roda de Tereré", sucesso regional. E, recentemente, uma banda de Campo Grande (Banda Curimba) lançou um novo sucesso: "Serve um téras", que faz uma apologia ao uso do tereré como promotor da saúde.
Outro artista, só que agora no Paraguai, também faz alusão ao tereré. O nome do cantor é Sacachispa e o nome da música é: Tereré.

### Cultura popular
Um dito popular muito comum, principalmente no extremo sul do estado do Rio Grande do Sul, é "O chimarrão só é bom quando traz quentura ao coração da gente. Tereré não resolve”, que significa "isso não adianta".
Na Revolução de 1930, um popular do Rio de Janeiro ouviu esse dito da boca de gaudérios acampados no Obelisco da Avenida Rio Branco e o passou adiante, chegando este aos ouvidos de um compositor local: dessa forma, fez sucesso, no Carnaval Carioca de 1931, a marchinha "Tereré não resolve".
Em 1938, foi lançado o filme brasileiro de comédia musical "Tereré Não Resolve", dirigido e roteirizado por Luiz de Barros, inspirado na marchinha de carnaval.